# (4893) Seitter
Pour les articles homonymes, voir Seitter.
(4893) Seitter est un astéroïde de la ceinture principale.

## Description
(4893) Seitter est un astéroïde de la ceinture principale. Il fut découvert le 9 août 1986 à Smolyan par Eric Walter Elst et Violeta G. Ivanova. Il présente une orbite caractérisée par un demi-grand axe de 3,15 UA, une excentricité de 0,09 et une inclinaison de 13,8° par rapport à l'écliptique.